# Kool Moe Dee (álbum)
Players' é o álbum de estreia do rapper Kool Moe Dee, lançado em 1986 através da Jive Records e da RCA Records.o álbum alcançou a 83ª posição no Billboard 200 e a 23ª posição no Billboard R&B/Hip-Hop Albums.

## Faixas
1. "Go See the Doctor" - 5:27
2. "Dumb Dick (Richard)" - 4:23
3. "Bad Mutha" - 5:30
4. "Little Jon" - 4:33
5. "Do You Know What Time It Is?" - 4:12
6. "Rock Steady" - 4:11
7. "Monster Crack" - 5:54
8. "The Best" - 5:19
9. "I'm Kool Moe Dee" - 5:01